# Phyllophaga anomaloides
Phyllophaga anomaloides är en skalbaggsart som beskrevs av Bates 1888. Phyllophaga anomaloides ingår i släktet Phyllophaga och familjen Melolonthidae. Inga underarter finns listade i Catalogue of Life.